# ASA Târgu Mureș
ASA Târgu Mureș – rumuński klub piłkarski z siedzibą w Târgu Mureș, w środkowej Rumunii.

## Historia
Chronologia nazw:
- 2008–2013: FCM Târgu Mureș
- od 2013: ASA Târgu Mureș

Klub został założony w 2008 roku pod nazwą FCM Tîrgu-Mureș. 

## Sukcesy
- Liga I[3]:
  - wicemistrzostwo (1): 2014/15
- Superpuchar Rumunii[4]:
  - wygrana (1): 2015

## Europejskie puchary
Legenda do wszystkich tabel:
- Q – runda eliminacyjna, 1/16, 1/8, 1/4, 1/2 – odpowiednia faza rozgrywek, Grupa – runda grupowa, 1r gr – pierwsza runda grupowa, 2r gr – druga runda grupowa, F – finał, R – runda, PO – play-off
- k. – rzuty karne, los. – losowanie, Dogr. – dogrywka, w. – zasada bramek strzelonych na wyjeździe

| Sezon   | Rozgrywki   | Runda | Przeciwnik       | Dom | Wyjazd | Ogólnie |
| ------- | ----------- | ----- | ---------------- | --- | ------ | ------- |
| 2015/16 | Liga Europy | 3Q    | AS Saint-Étienne | 0–3 | 2–1    | 2–4     |

## Skład na sezon 2017/2018
Stan na 12 lutego  2018.
| Nr | Poz. | Piłkarz                                             |
| -- | ---- | --------------------------------------------------- |
| 2  | OB   | Carlos Cherteș                                      |
| 3  | OB   | Andrei Tornyai                                      |
| 4  | OB   | Petruț Chirlejan                                    |
| 5  | PO   | Andrei Bordaș                                       |
| 6  | PO   | Paul Iacob (wypożyczony z Viitorul Konstanca)       |
| 7  | PO   | Raul Iliescu                                        |
| 8  | PO   | Luka Mijoković                                      |
| 10 | PO   | Cosmin Sârbu (wypożyczony z CFR 1907 Cluj)          |
| 11 | NA   | Alexandru Stoica (wypożyczony z Viitorul Konstanca) |
| 13 | PO   | Robert Candrea (Kapitan)                            |
| 17 | PO   | Bogdan Onul                                         |

| Nr | Poz. | Piłkarz                                            |
| -- | ---- | -------------------------------------------------- |
| 19 | OB   | Gaston Mendy                                       |
| 20 | PO   | Tiberiu Petriș                                     |
| 22 | OB   | Robert Băjan                                       |
| 23 | OB   | Dan Panait (wypożyczony z Viitorul Konstanca)      |
| 27 | PO   | Alpar Birtalan                                     |
| 30 | BR   | Tudor Negrușa                                      |
| 32 | PO   | Maximiliano Laso                                   |
| 70 | PO   | Vasile Petra                                       |
| 95 | BR   | Bogdan Moga                                        |
| 97 | PO   | Rafael Licu                                        |
| 99 | OB   | Szabolcs Kilyen (wypożyczony z Viitorul Konstanca) |